# Kevin Greutert
 (janvier 2010).
Si vous disposez d'ouvrages ou d'articles de référence ou si vous connaissez des sites web de qualité traitant du thème abordé ici, merci de compléter l'article en donnant les références utiles à sa vérifiabilité et en les liant à la section « Notes et références ».
Kevin Greutert, né le 31 mars 1965 à Pasadena en Californie aux États-Unis, est un réalisateur et monteur américain.

## Biographie
Il est connu pour être le monteur de Saw, Saw 2, Saw 3, Saw 4 et Saw 5.  Il a aussi monté les films The Strangers et Room 6. Il a réalisé Saw 6 en 2009 puis Saw 3D : Chapitre final en 2010. 
Il est le petit-fils d'un sculpteur, Henry Greutert. 

## Filmographie

### Comme réalisateur
- 2009 : Saw 6
- 2010 : Saw 3D : Chapitre final
- 2014 : Jessabelle
- 2015 : Visions
- 2017 : Jackals
- 2023 : Saw X

### comme monteur
- 2004 : Saw de James Wan
- 2005 : Saw 2 de Darren Lynn Bousman
- 2006 : Saw 3 de Darren Lynn Bousman
- 2006 : Room 6 de Michael Hurst
- 2007 : Saw 4 de Darren Lynn Bousman
- 2008 : Saw 5 de David Hackl
- 2008 : The Strangers de Bryan Bertino
- 2014 : Jessabelle de Kevin Greutert
- 2017 : Jackals de Kevin Greutert